# Surinamische Maroons
Die surinamischen Maroons (auch Marrons, Businenge oder Bushinengue, d. h. Schwarze des Waldes) sind die Nachkommen versklavter Afrikaner, die von den Plantagen geflohen sind und sich im Landesinneren von Surinam niedergelassen haben. Kolonialkriege, Landraub, Naturkatastrophen und Migration haben die Geschichte der Maroons geprägt.

## Demographische Daten

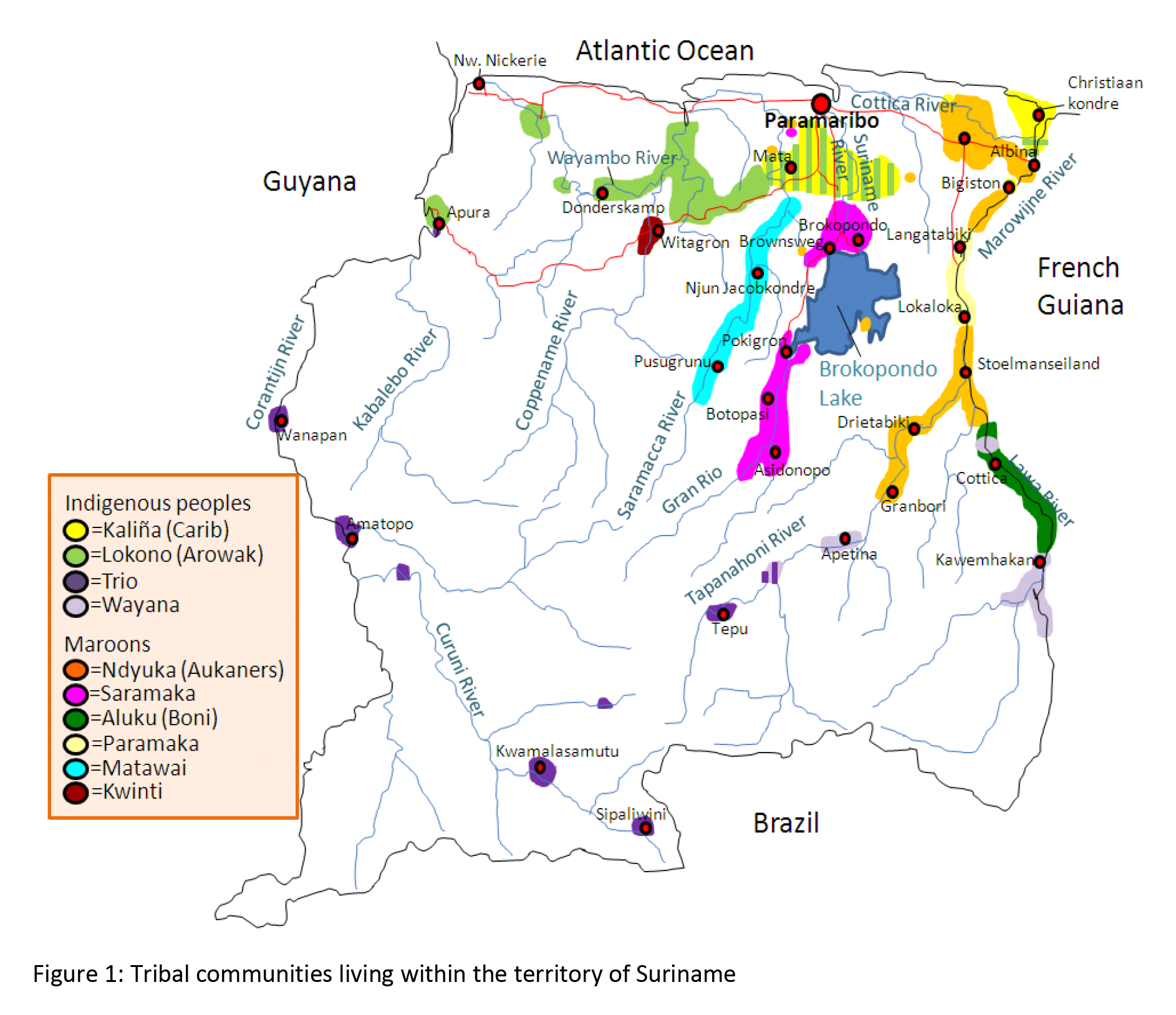
Lage der Eingeborenen- und Maroon-Gruppen in Surinam

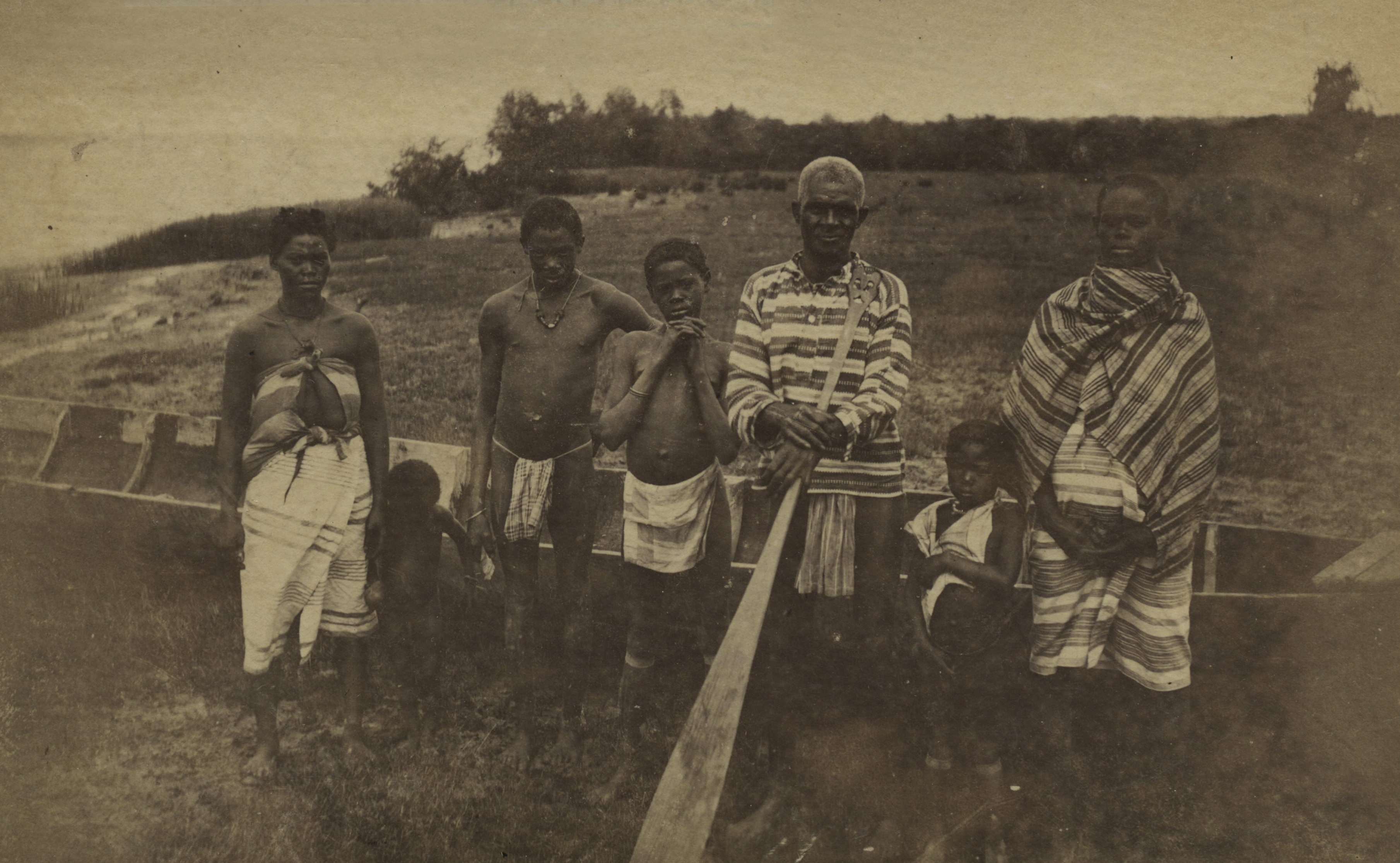
Eine Familie der Maroons in Suriname, um 1900

Es gibt sechs große Gruppen von surinamischen Maroons, die sich an verschiedenen Flussufern niedergelassen haben:
- Aluku (or Boni) am Commewijne, später Marowijne
- Kwinti am Coppename
- Matawai am Saramacca
- Ndyuka (oder Aukan) an den Flüssen Marowijne und Commewijne
- Paamaka (Paramaccan) am Marowijne
- Saamaka (Saramaccan) am Suriname

## Sprache
Die Quellen des Wortschatzes der surinamischen Maroons sind die englische Sprache, Portugiesisch, etwas Niederländisch und eine Vielzahl afrikanischer Sprachen. Zwischen 5 und 20 % des Vokabulars sind afrikanischen Ursprungs. Die Phonologie ist den afrikanischen Sprachen am ähnlichsten. Die surinamischen Maroons haben ein System der bedeutungsunterscheidenden Intonation entwickelt, wie es in Afrika üblich ist.

## Religion

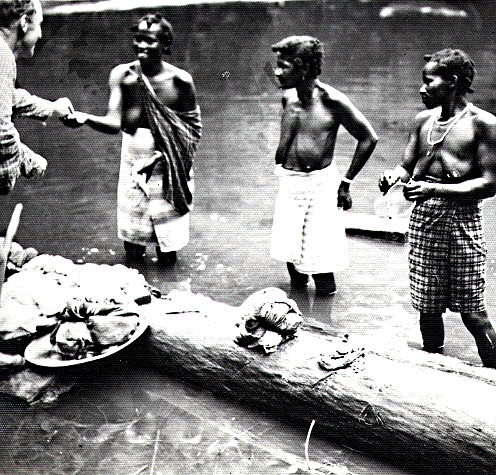
Maroons in Surinam, 1955

Die traditionelle surinamische Maroon-Religion wird Winti genannt. Sie ist eine Synkretisierung verschiedener afrikanischer religiöser Überzeugungen und Praktiken, die vor allem von den versklavten Völkern der Akan und Fon eingeführt wurden. Winti ist typisch für Surinam, wo sie ihren Ursprung hat. Die Religion kennt eine Vielzahl von Geistern, die Winti genannt werden. Die Ahnenverehrung ist von zentraler Bedeutung. Es gibt weder schriftliche Quellen noch eine zentrale Autorität. Die Ausübung der Winti-Religion war fast einhundert Jahre lang per Gesetz verboten. Seit den 1970er Jahren sind viele Maroons in städtische Gebiete gezogen und haben sich dem evangelischen Glauben zugewandt. Seit der Jahrtausendwende wird Winti immer beliebter, vor allem in der maroonischen Diaspora.
| Religionen von die Surinamische Maroons (2012) | Religionen von die Surinamische Maroons (2012) | Religionen von die Surinamische Maroons (2012) |
| Religion                                       | Anzahl der Anhänger                            | %                                              |
| ---------------------------------------------- | ---------------------------------------------- | ---------------------------------------------- |
| Christentum                                    | 74.392                                         | 63,3 %                                         |
| Katholisch                                     | 27.626                                         | 23,5 %                                         |
| Pfingstkirche                                  | 21.746                                         | 18,5 %                                         |
| Märische Kirche                                | 19.093                                         | 16,2 %                                         |
| Andere Christen                                | 05.927                                         | 05,1 %                                         |
| Keine Religion                                 | 25.270                                         | 21,5 %                                         |
| Winti                                          | 09.657                                         | 08,2 %                                         |
| Keine Antwort                                  | 05.116                                         | 04,4 %                                         |
| Andere                                         | 01.755                                         | 01,5 %                                         |
| Weiß nicht                                     | 01.377                                         | 01,2 %                                         |
| Total                                          | 117.567                                        | 100,0 %                                        |